# Albín
Albín je mužské křestní jméno latinského původu. Vzniklo z latinského slova albus a vykládá se jako „bílý, bělavý“. Ženskou variantou jména je Albína. Je to také příjmení.
Podle českého kalendáře měl svátek 1. března.

## Domácké podoby
Al, Albínek, Albík, Alba, Albi

## Albín v jiných jazycích
- Slovensky: Albín
- Německy, rusky, maďarsky, srbsky, polsky: Albin, Albich
- Anglicky: Abin nebo Albyn
- Španělsky, italsky: Albino
- Francouzsky: Aubin

## Známí nositelé jména
- Albík z Uničova – lékař a kněz, pražský arcibiskup
- Albín Bráf – český právník, ekonom a rakouský ministr
- Albín Brunovský – český malíř a grafik
- Albín Polášek – český sochař
- Albín Sládek – legionář, voják z povolání, člen vojenské ilegální odbojové organizace Obrana národa (ON)
- Tomáš Albín z Helfenburka – olomoucký biskup
- Václav Albín z Helfenburka (asi 1500 – 1577) – kancléř panství Rožmberků v Českém Krumlově

## Příjmení
- Emiliano Albín (* 1989) – uruguayský fotbalista
- Juan Ángel Albín (* 1986) – uruguayský fotbalista